# Palácio Nereu Ramos
Der Palácio Nereu Ramos ist der Sitz des Nationalkongresses von Brasilien in der Hauptstadt Brasília. Das markante Bauwerk wurde zwischen 1958 und 1960 errichtet und am 21. April 1960 zusammen mit der offiziellen Einweihung Brasílias eröffnet. Es zählt zu den bekanntesten Werken des Architekten Oscar Niemeyer und gilt als ein Hauptwerk des brasilianischen Modernismus. Benannt ist der Palast nach Nereu Ramos, der 1955/56 als Interimspräsident Brasiliens amtierte.

## Geschichte
Bis 1960 tagte der Nationalkongress in Rio de Janeiro, der damaligen Hauptstadt Brasiliens. Im Rahmen der ehrgeizigen Pläne von Präsident Juscelino Kubitschek, die Hauptstadt ins Landesinnere zu verlegen, entstand auch der Plan für ein neues Parlamentsgebäude. Ziel war es, die drei Gewalten des Staates – Exekutive, Legislative und Judikative – in unmittelbarer Nähe zueinander auf der Praça dos Três Poderes zu platzieren. 
Der Bau des Palácio Nereu Ramos begann 1958 und war Teil des von Lúcio Costa entworfenen Masterplans für Brasília. Die Bauarbeiten wurden in weniger als zwei Jahren abgeschlossen – eine beachtliche Leistung angesichts der Größe und technischen Herausforderungen des Projekts. Am 21. April 1960, dem offiziellen Tag der Hauptstadtseinweihung, wurde der Palast seiner Bestimmung übergeben. Seither beherbergt er die Câmara dos Deputados (Abgeordnetenkammer) und den Bundessenat.

## Architektur

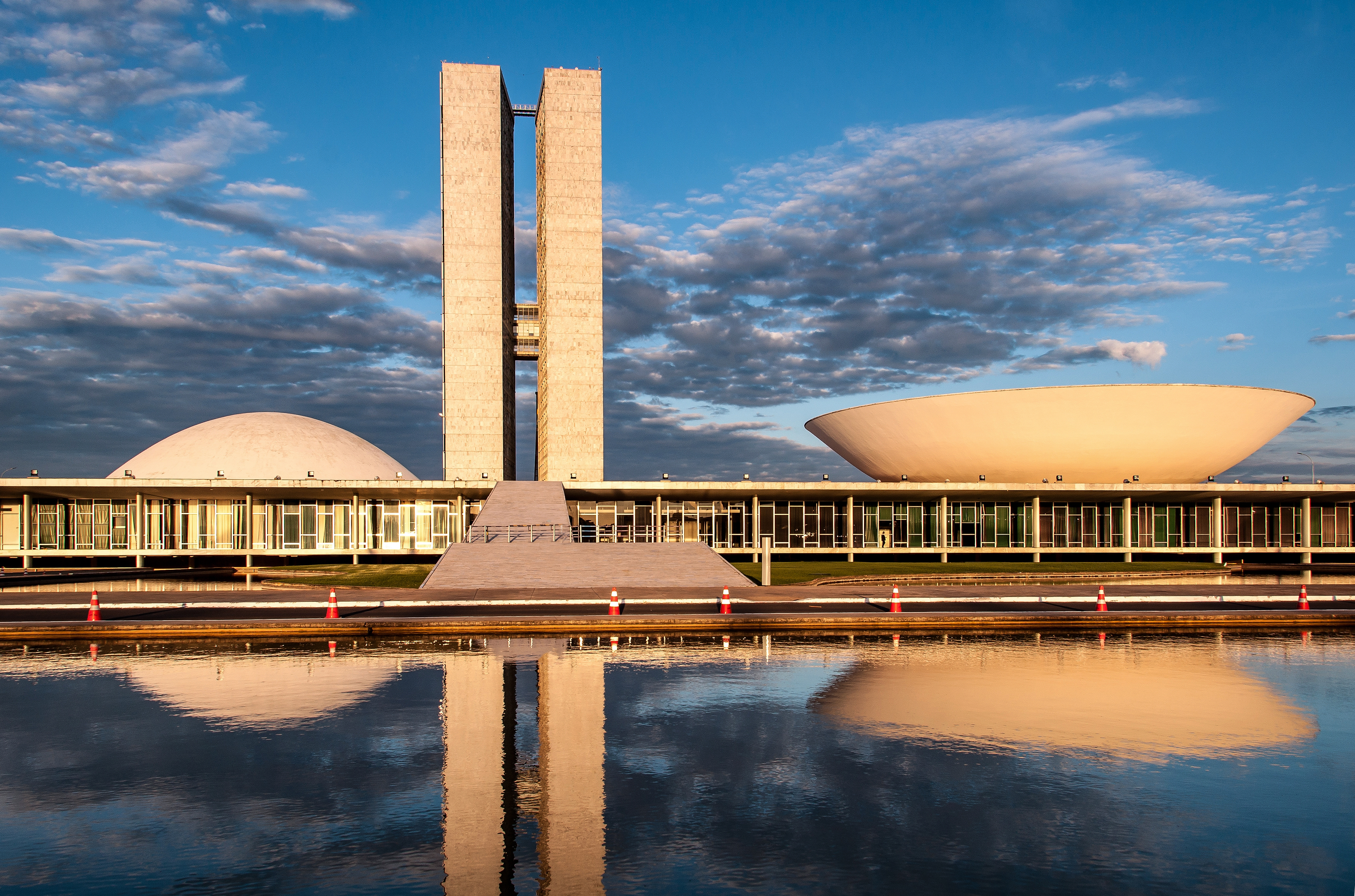
Auffällige Perspektive des Palácio Nereu Ramos mit Besuchertour und urbanem Umfeld.

Das Gebäude ist ein prägnantes Beispiel für den brasilianischen Modernismus. Der Palast besteht aus drei Hauptkomponenten:
- einer konkaven Halbkugel auf der linken Seite, die den Sitzungssaal des Bundessenats enthält,
- einer konvexen Halbkugel auf der rechten Seite, in der die Abgeordnetenkammer tagt,
- zwei schlanken, rechteckigen Türmen in der Mitte, die 28 Stockwerke hoch sind und Büros für Abgeordnete, Senatoren und Verwaltungsmitarbeiter beherbergen.

Die klare Formensprache, die Verwendung von Sichtbeton und Glas sowie die markante Anordnung der Bauelemente verleihen dem Bauwerk einen hohen Wiedererkennungswert. Umgeben ist der Palast von einer großzügigen Rasenfläche und einem flachen Wasserbecken, das die Reflexion des Gebäudes betont. Der Bau liegt am Eixo Monumental, der Hauptachse Brasílias, und ist sowohl vom Platz der Drei Gewalten als auch aus weiter Entfernung sichtbar.

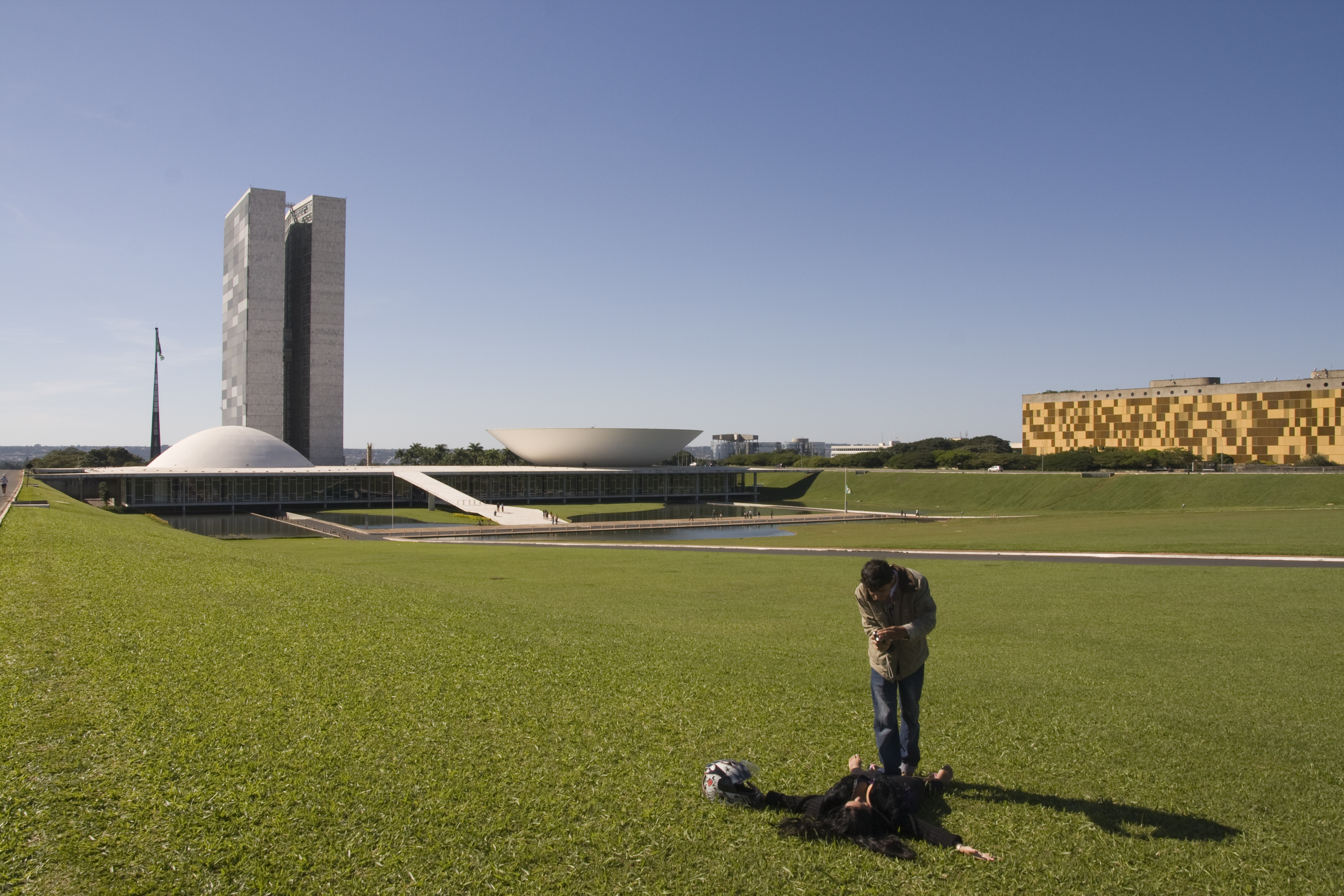
Der Palácio Nereu Ramos, Sitz des brasilianischen Nationalkongresses in Brasília.

## Namensgebung
Der Palácio ist nach Nereu de Oliveira Ramos (1888–1958) benannt, einem Politiker der Partido Social Democrático (PSD). Ramos war Präsident des Abgeordnetenhauses, Vizepräsident der Republik und Senator für den Bundesstaat Santa Catarina. 1955 übernahm er als Interimspräsident die Amtsgeschäfte, nachdem Präsident Café Filho erkrankte und eine politische Krise drohte.

## Politische Bedeutung
Seit seiner Eröffnung ist der Palácio Nereu Ramos Schauplatz zentraler politischer Ereignisse in Brasilien. Hier werden Gesetzesinitiativen beraten, Abstimmungen über Verfassungsänderungen durchgeführt und Staatsoberhäupter vereidigt. Während politischer Krisen und Proteste war der Palast mehrfach Ziel von Demonstrationen, etwa während der Amtsenthebung von Präsidentin Dilma Rousseff im Jahr 2016. 
Das Gebäude symbolisiert die Legislative und ihre Rolle im Gleichgewicht der Gewalten. Die Anordnung der drei Gewalten auf der Praça dos Três Poderes dient als ständige visuelle Erinnerung an die demokratische Ordnung.

## Denkmalschutz und Welterbe
Im Jahr 2007 wurde der Palácio Nereu Ramos vom Iphan als nationales Kulturdenkmal anerkannt. Brasília und seine zentralen Monumente, zu denen auch der Palast zählt, wurden 1987 als erste moderne Stadt überhaupt in die Liste des UNESCO-Welterbes aufgenommen. Die UNESCO würdigte insbesondere die städtebauliche Planung und die innovative Architektur von Niemeyer und Costa.

## Zugang und Besuch
Der Palast ist ein Hochsicherheitsgebäude mit strengen Zutrittskontrollen. Dennoch können Besucher im Rahmen geführter Touren das Innere besichtigen. Die Führungen beinhalten in der Regel den Besuch der beiden Plenarsäle, der Kunstsammlung des Kongresses sowie der Aussichtspunkte im Gebäude. Die Touren sind kostenlos und werden in mehreren Sprachen angeboten.